# Compaq Presario

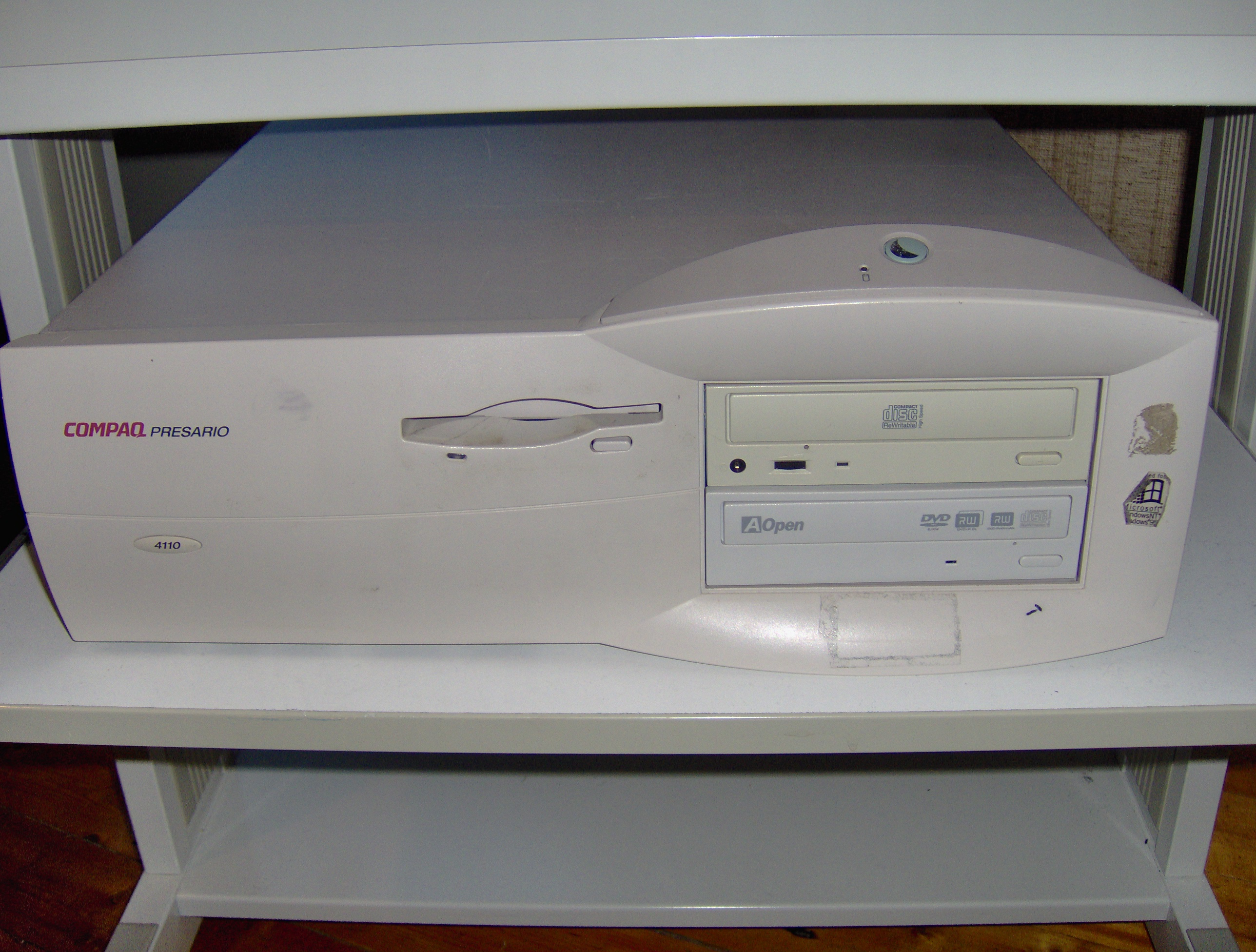
En stationär Compaq Presario 4110 från 1996.

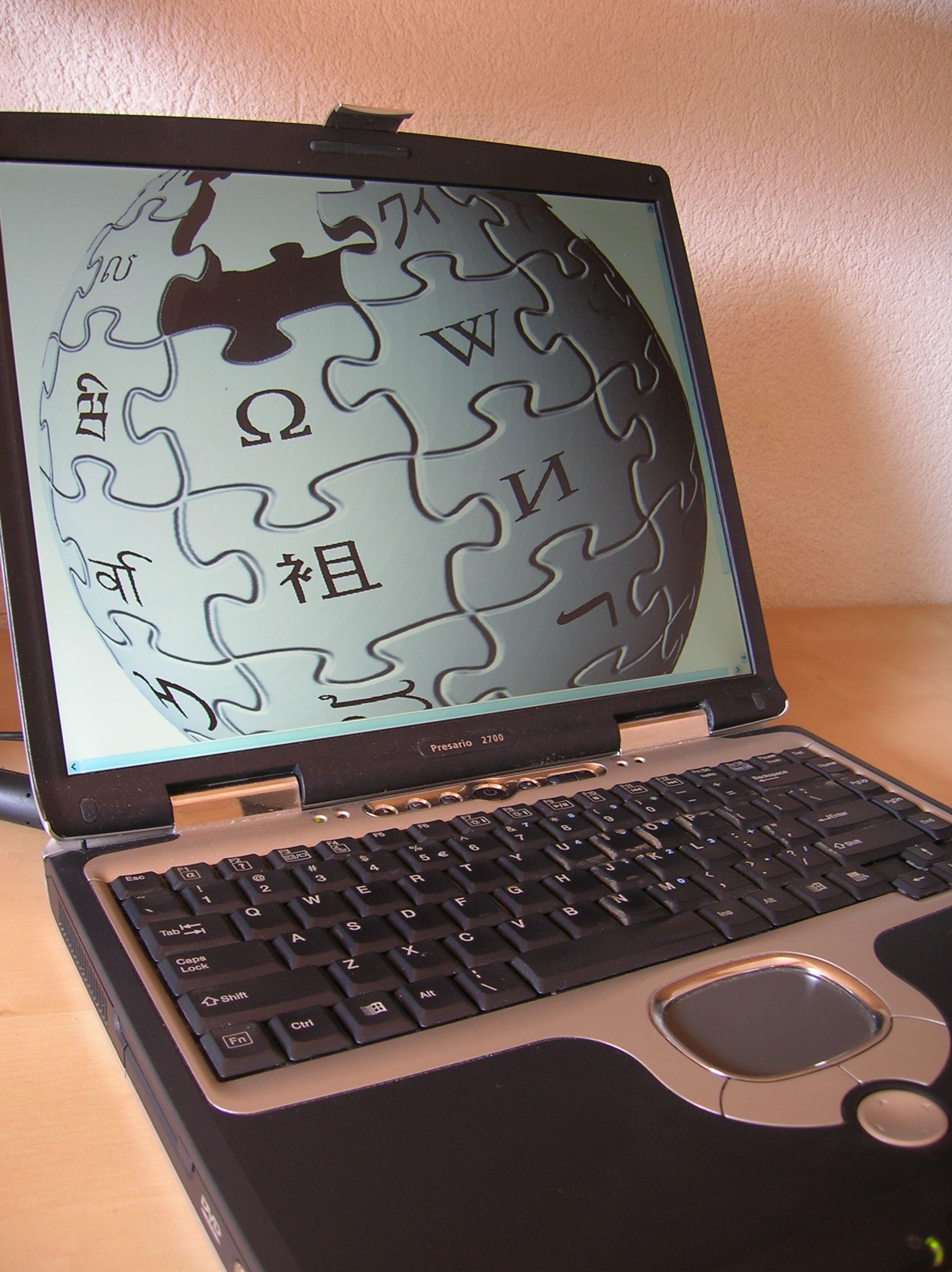
En bärbar Compaq Presario 2700EA.

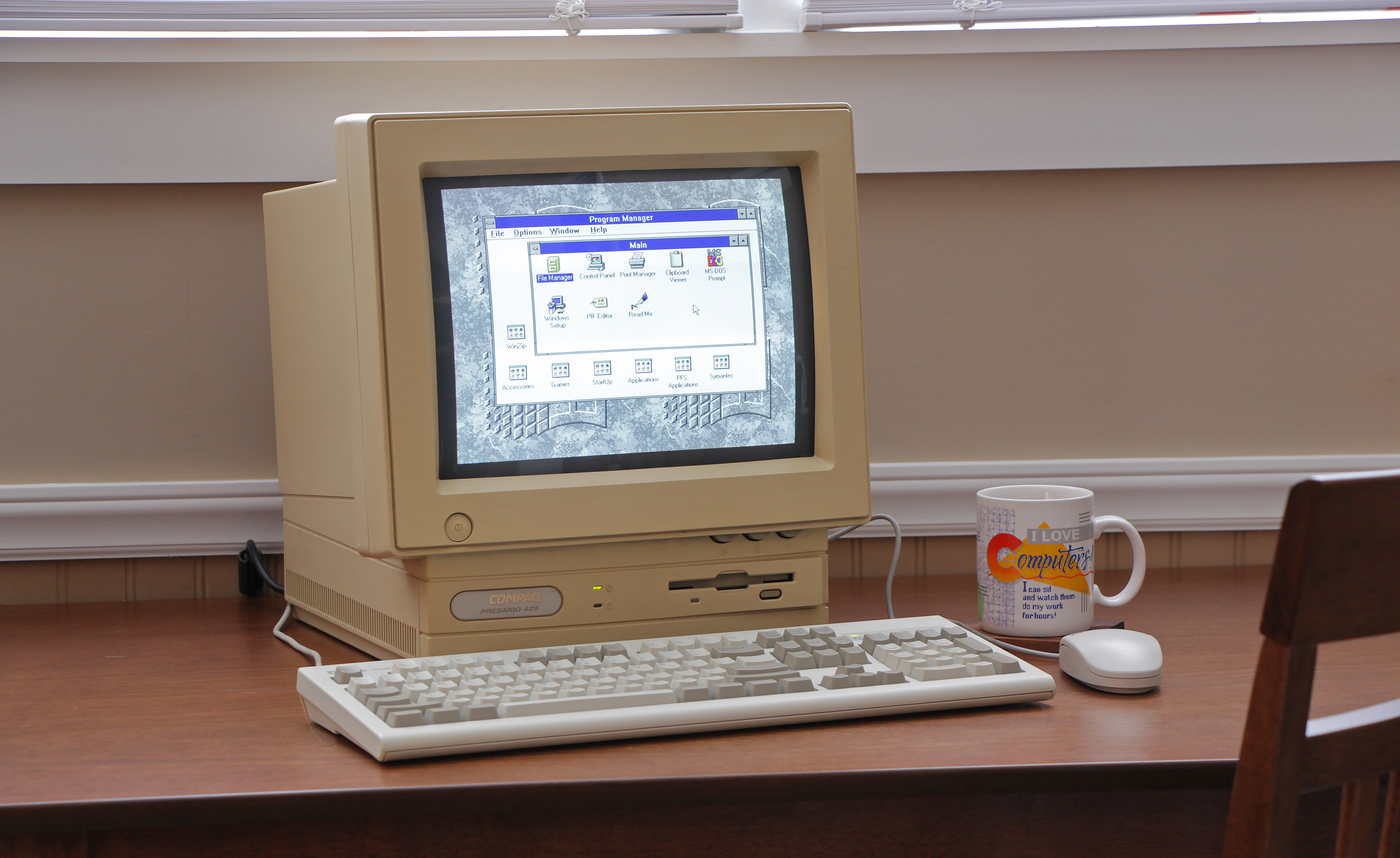
En stationär Compaq Presario med integrerad bildskärm.

Presario är en serie stationära och bärbara datorer, ursprungligen från Compaq, senare ett varumärke under Hewlett-Packard (HP). De första maskinerna med detta namn lanserades på konsumentmarknaden år 1993, då med Intel 80486-processorer.
Presario 8000 lanserades mellan 2001 och 2002 och kom först med en Intel Pentium 4-processor på mellan 1,2 - 1,6 GHz. Sedan ökades prestandan efter hand och i 8000-serien kunde man få en dator med 3,4 GHz klockfrekvens. 
Mellan 256 och 512 Mb ram ingick, och oftast ett Creative Soundblaster Audigy ljudkort. Problemet med dessa datorer från första början var att de inte hade stöd för så många uppgraderingar, men det kom senare. Hårddiskstorleken var vanligen på 120 GB, men läses av datorn som 114 GB. AGP-grafikkort var standard i de flesta av dessa modeller. De låg vanligtvis mellan 16 MB och upp till och med 128-256 MB i ram.
Namnet Presario fanns redan 1994 på en serie modeller från Compaq. Det var stationära datorer som var ihopbyggda med en CRT-skärm på 12-13". Processorerna var 486:or på 33 eller 66 MHz och internminnet 4-8 MB beroende på modell. Moderkortet var monterat i en vagga som kunde dras ut på baksidan genom att lossa 2 skruvar. Där kunde man komma åt processor, minne och ISA-kortplatser (2 st). CD-ROM-enhet och diskettstation var monterade strax under bildskärmen, hårddisken längre in och lite mer svåråtkomligt. Som extra utrustning kunde man få ett 14,4 kbps-modem, vilket 1995 kostade 2 000 kronor.